# Maclyn McCarty
Maclyn McCarty, né le 9 juin 1911 à South Bend dans l'Indiana, mort le 2 janvier 2005, est un généticien américain. Il passe sa vie à étudier les organismes des maladies infectieuses. Il est plus connu pour avoir participé à la découverte de l'ADN comme constituant chimique des gènes et non pas la protéine. La découverte des secrets moléculaires du gène en question, qui pour les polysaccharides encapsulés de la bactérie pneumococcique, ont permis d'étudier l'hérédité, non plus uniquement par la génétique mais également par la chimie, ce qui induit le début de la chimie moléculaire. McCarty est le plus jeune et celui ayant vécu le plus longtemps de l'équipe de recherche qui a permis cette découverte, connue sous le nom d'Expérience de Avery, MacLeod et McCarty. Maclyn McCarty est mort d'insuffisance cardiaque congestive.

## Biographie
Maclyn McCarty est né en 1911 à South Bend, dans l'Indiana. Il est le second de quatre fils d'un responsable de filiale de Studebaker Corporation, à l'époque où ce n'est qu'une entreprise de transports par chariots attelés. Durant son adolescence, McCarty se fixe l'objectif de devenir physicien, et prépare une stratégie, couronnée de succès, pour préparer son admission à la faculté de médecine de l'université Johns-Hopkins.
Ayant achevé un cycle prégradué, il rejoint l'université Stanford où il commence ses études dans les domaines naissants de la biochimie, travaillant avec James Murray Luck sur le taux de renouvellement de la protéine dans le foie.
En 1937, il débute sa formation clinique en pédiatrie au service Hariet Lane de l'université Johns-Hopkins où il développe un intérêt particulier pour les maladies infectieuses, en particulier, les traitements antibactériens sulfamidés dont l'usage est naissant dans la médecine. Par la suite, il continue ses travaux en rejoignant l'université de New York afin de travailler avec William Tillett. Une place de membre au Conseil national de recherches en sciences médicales et une occasion de travail au laboratoire d'Oswald Avery l'amènent à rejoindre l'université Rockefeller en 1941.
À ce moment, les recherches dans le laboratoire d'Avery sont ciblées sur la transformation pneumococcique, le changement héréditaire d'une souche pneumococcique depuis une forme non virulente rugueuse jusqu'à une forme virulente lisse encapsulée. L'arrivée de McCarty à l'Institut Rockefeller en septembre 1941 marque les 13 ans de cette découverte, connue sous le nom d'expérience de Griffith. Avant cela, les années 1920 ont été marquées par une série d'observations disparates sur le Streptococcus pneumoniae qui ont tendu à démontrer un échange de récepteurs parmi diverses bactéries élevées soit dans un environnement liquide ou exposées à différents extraits et liquide surnageant. À de rares exceptions près, les premiers chercheurs dans ce domaine ont été complètement confus à propos de la distinction entre génotype et phénotype. Aucune expérimentation n'a été lancée par d'autres chercheurs, et, de ce fait, le domaine de para-agglutination n'est pas considéré à sa juste valeur.
Malgré cela, en 1928, Frederick Griffith, une personnalité dans la recherche en santé publique en Grande-Bretagne, démontre que la conversion d'une souche à une autre peut arriver in vivo sur des souris. Peu après la publication de ces résultats, ils sont confirmés par plusieurs sources, notamment le laboratoire d'Avery. Les analyses se basent sur le sérovar, il est connu que la différenciation phénotypique de groupes pneumococciques peut être diagnostiquée par leur réaction avec certains sérums sanguins, déjà reconnue pour refléter chimiquement des polysaccharides capsulaires distincts. Griffith n'a ni les ressources ni l'envie de purifier et identifier l'agent responsable dans des extraits pneumococciques induisant les changements de sérovar. Mais le phénomène de transformation est finalement vaguement compris comme étant une altération de ce que nous appellerions aujourd'hui les facteurs génétiques.
Bien qu'interrompues, parfois pour plusieurs années, ces études sont depuis 1928 le sujet central du laboratoire d'Avery. Aux alentours de 1940, elles sont activées par les efforts de Colin MacLeod à purifier l'agent chimique responsable des changements de sérovar, soit la protéine, l'acide nucléique ou un autre type de molécule, et démontre qu'il est nécessaire et suffisant pour causer le phénomène de Griffith. Les études sur la transformation pneumococcique sont rendues extrêmement difficiles par une grande variété de variables, qu'il faut contrôler pour permettre une estimation quantitative de la transformation de l'activité en extraits passant par plusieurs stades de purification. MacLeod, après plusieurs années de recherches, résout plusieurs questions techniques épineuses pour rendre le système d'expérimentation plus fiable par un essai sur l'activité biologique. Au moment où McCarty arrive à l'Université Rockefeller, l'équipe d'Avery vient de découvrir que l'agent réactif n'est pas la protéine. Mais qu'était-ce donc ? Pouvait-ce être un glucide soluble, l'ARN, ou moins probablement, l'ADN ? Les progrès de cette recherche durant les trois années suivantes sont décrits dans le mémoire de McCarty The Transforming Principle écrit au début des années 1980.
Pendant que la purification progresse, l'exposition d'extraits de cristalline RNase à des préparations de peptidase aide l'équipe d'Avery à déterminer que l'activité biologique des extraits n'est pas dépendante à l'ARN ou la protéine. La cristalline DNase n'est pas disponible avant 1948, mais l'activité biologique est rapidement réduite par des extraits de tissu riche en DNase. L'arrivée de McCarty à l'Université Rockefeller marque un nouveau progrès, à savoir, le développement d'un essai de réaction de la diphénylamine qui amène à une corrélation positive entre l'ADN avec l'activité biologique. Il devient de plus en plus évident que les matériaux actifs dans des extraits purifiés ont étonnamment un haut potentiel dans des microgrammes d'ADN qui pourrait créer la transformation pneumococcique in vitro.
Maclyn McCarty, Colin MacLeod et Oswald Avery se battent avec les standards de preuves requis afin de prouver qu'ils ont accompli une transformation pneumococcique avec de l'ADN hautement purifié depuis des extraits. Après plusieurs enquêtes personnelles, en 1944, ils publient dans le Journal of Experimental Medicine que le matériel actif est, en effet de l'ADN privé de protéine ou de tout autre polymère connu.
La difficulté à accepter le concept que « les gênes sont l'ADN » durant les précédentes années justifie les éloges reçus. Le problème est, en effet, sujet à un formidable, mais prédictible, élan de scepticisme organisé. Certains diront que cette découverte a simplement été ignorée, mais c'est manifestement faux, du moins dans le cas des instituts de recherches new-yorkais. La communauté scientifique n'accepte pas facilement les découvertes scientifiques majeures, et dans ce cas, il y a des défis à relever concernant les recherches sur le Streptococcus pneumoniae, ce qui rend particulièrement difficile d'inciter d'autres chercheurs à poursuivre ces recherches. Pour commencer, peu de personnes ont alors l'expertise nécessaire avec cet agent infectieux. D'un point de vue biologique, il est dangereux de travailler avec, et de plus, il est difficile à développer. Dans le but de tester sa virulence, l'on avait besoin d'utiliser des souris comme filtre sélectif. Le manque le plus critiquable comme corroboration est l'examen d'autres marqueurs phénotypiques, en plus de la polysaccharide capsulaire, afin de déterminer dans quelle mesure les trouvailles sur le gène pour un antigène pneumococcique allaient s'appliquer à d'autres marqueurs génétiques du Streptococcus pneumoniae.
Malgré cela, en 1953, influencé par l'énorme impact de la structure bihélicoïdale de l'ADN de James Watson et Francis Crick, la majorité des chercheurs acceptent totalement l'article de 1944. En fait, l'on pourrait dire que la preuve formelle que l'ADN encode le matériel générique a été estimée seulement plus tard par des synthèses en laboratoire d'oligonucléotide, et par la démonstration de l'activité biologique du matériel générique, par exemple, les gênes ARNt ou de petits virus d'ADN. Longtemps avant cette preuve formelle, la plupart des observateurs ont accepté la valeur heuristique de la proposition, qu'en effet, les gènes sont faits d'ADN.
Pendant ce temps, McCarty se concentre sur les maladies mises en exergue par le streptocoque. Au moment de la retraite d'Homer Swift en 1946, l'on propose à McCarty de prendre la tête du laboratoire établi en 1922 pour travailler sur le streptocoque et le rhumatisme articulaire aigu. C'est le lieu de travail de Rebecca Lancefield, qui développe la classification sérologique du streptocoque. À la suite d'innombrables observations cliniques, combinées avec la classification de Lancefield, il est clair que le rhumatisme articulaire aigu est une complication de la pharyngite streptococcique de groupe A. La chaîne causale d'événements nous échappe toujours. McCarty attaque ce problème en étudiant la biologie des streptocoques de groupe A et les patients souffrant de rhumatisme articulaire aigu admis au Rockefeller Hospital.
Durant les 20 années suivantes, en collaboration avec ses étudiants et collaborateurs, le travail de McCarty change la compréhension des organismes, depuis un streptocoque gram-positif avec une caractéristique sérologique particulière, jusqu'à une des meilleures espèces caractérisées de bactérie. Le travail sur l'anatomie de la paroi cellulaire et la chimie était juste à son début. Son travail mène à l'isolation de la paroi cellulaire du streptocoque en tant qu'entité structurelle adéquate à des inspections anatomiques avec un microscope électronique. La dissection chimique mène à une caractérisation des polysaccharides spécifiques du groupe A, au peptidoglycane et à l'identification de sa spécificité sérologique dans l'hexosamine terminale. Dans le but de prouver cette spécificité, il doit premièrement identifier et purifier l'enzyme spécifique qui a scindé l'hexosamine depuis un organisme du sol. Le traitement de la polysaccharide avec cette enzyme abroge sa réactivité sérologique. McCarty démontre par la suite la configuration précise du lien de l'hexosamine en synthétisant l'α- et β-N-acétyle-glucosamine ovalbumine et démontre que seulement le second a réagi avec les antisérums de groupe A. Une stratégie analytique similaire indique que les polysaccharides du streptocoque de groupe C sont différents, en ayant une galactosamine β-N-acétyle terminale comme déterminant sérologique.
En parallèle, McCarty étudie les collections de spécimens de valeur de déclenchement de la maladie durant la Seconde Guerre mondiale. Lui et ses collaborateurs découvrent que les réponses des anticorps à plusieurs antigènes streptococciques sont significativement supérieures dans le groupe d'individus ayant développé un rhumatisme articulaire aigu que chez ceux avec une infection simple. Malgré cela, la réponse à des antigènes sans rapport, par exemple, la diphtérie, n'est pas améliorée. Il découvre que les streptocoques de groupe A secrètent d'inhabituelles valeurs de désoxyribonucléase, et établit un test pour la détection d'anticorps produits en réponse à cet antigène. Cela amène à la découverte que le streptocoque est capable de produire de multiples isoenzymes de désoxyribonucléase. Il purifie la protéine C réactive humaine par cristallisation, produit un antisérum très spécifique, et, utilisant ce test plus simple et précis, découvre que les niveaux de protéine C réactive répondent plus rapidement et de façon plus fiable que n'importe quel autre marqueur inflammatoire, et peuvent donc servir d'indicateur plus précis aux activités inflammatoires. La mesure de la protéine C réactive afin de détecter les inflammations est aujourd'hui une procédure standard dans le domaine médical.
Dans les années suivantes, McCarty œuvre de plus en plus comme représentant des sciences biomédicales. Il travaille durant 14 ans en tant que physicien en chef du Rockefeller University Hospital et en tant que conseiller de confiance et vice-président de l'Université Rockefeller. En dehors de l'université, son leadership est recherché par le conseil en recherches sur la santé de la ville de New York, la fondation Helen Hay Whitney, l'Institut de médecine et de nombreuses universités. Pendant plus de 40 ans, il dirige le Journal of Experimental Medicine.

## Référence
- (en) Cet article est partiellement ou en totalité issu de l’article de Wikipédia en anglais intitulé « Maclyn McCarty » (voir la liste des auteurs).